# 太重集团
37°52′20″N 112°29′56″E / 37.87222°N 112.49894°E
太原重型机械集团有限公司，简称太重，其前身是中华人民共和国建国后投资七亿五千万斤小米兴建的第一座太原重型机器厂，作为“共和国长子”，太重被誉为国民经济的“开路先锋”。现旗下主要有太原重工股份有限公司(上交所：600169)、山西太重工程起重机有限公司、太重集团煤机有限公司、榆次液压集团有限公司、山西太重包装储运有限公司等企业，总资产146亿元，净资产37亿元；占地面积535万平方米；在岗职工13676人。

## 历任领导
1. 于林
2. 支秉渊
3. 梁生林
4. 罗枫奇
5. 胡财富
6. 于凤桐
7. 孙祥炎
8. 贾庆林
9. 李有美
10. 孙镇鼎
11. 汝慰曾 （1936-2020）
12. 卢贤缵
13. 王国正
14. 高志俊
15. 岳普煜
16. 王创民
17. 韩珍堂
18. 陶家晋

## 反腐风波
2020年10月12日，山西省纪委监委发布消息：山西省人民政府国有资产监督管理委员会党委委员、副主任，前太原重型机械集团有限公司董事长王创民涉嫌严重违纪违法；太原重型机械集团有限公司原党委常委、董事范卫民涉嫌严重违纪违法，目前正接受山西省纪委监委纪律审查和监察调查。目前正接受山西省纪委监委纪律审查和监察调查。11月21日，  据山西省纪委监委消息：太原重型机械集团有限公司副总经理杜美林涉嫌严重违纪违法，目前正接受山西省纪委监委纪律审查和监察调查；太原钢铁（集团）有限公司专职外部董事张克斌涉嫌严重违纪违法，目前正接受山西省纪委监委纪律审查和监察调查。太原重型机械集团有限公司总经理张志德也被停职审查。